# 苏巴斯·钱德拉·鲍斯

鮑斯頭像 (東京 蓮光寺)

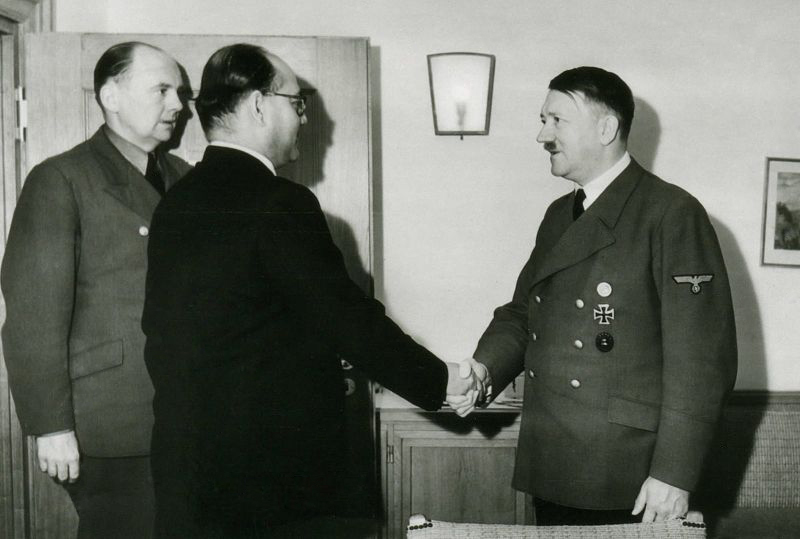
鮑斯與希特勒會面

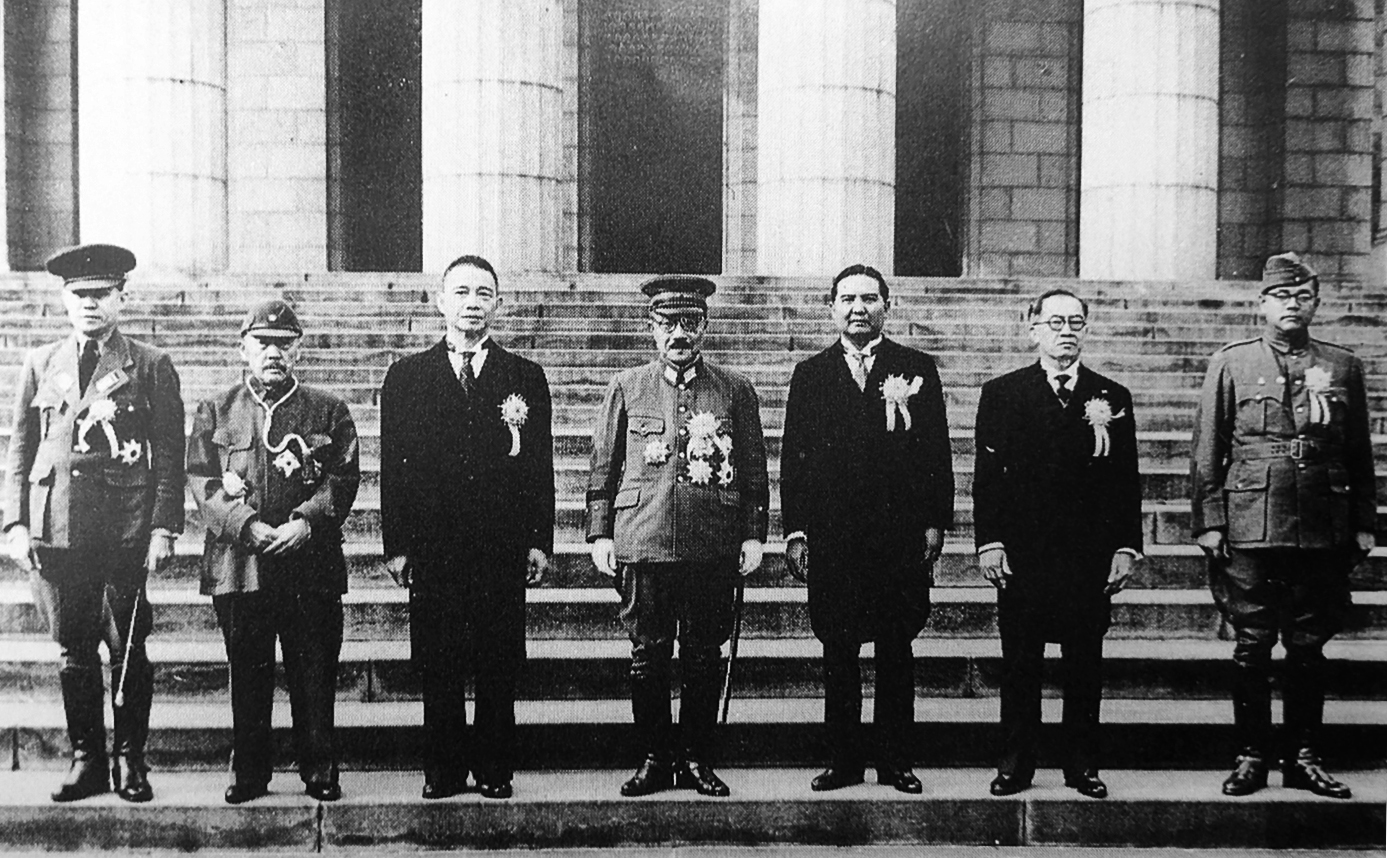
1943年11月5日参加大東亚会議的各国首脑。左起：巴莫、張景惠、汪兆銘、東條英機、旺·威泰耶康、何塞·帕西亞諾·勞威爾、苏巴斯·钱德拉·鲍斯

苏巴斯·钱德拉·鲍斯（Subhāṣ Candra Basu，发音ⓘ；1897年1月23日—1945年8月18日），生於英属印度孟加拉管辖区克塔克，律師與政治人物，參與印度獨立運動，為自由印度臨時政府的領導人，以及印度国民军的最高指揮官。

## 生平

### 早年
鲍斯出生於奥里萨邦的克塔克，家中有14位兄弟姐妹，排行第9。於加爾各答完成大學學業，之後前往英国剑桥大学留學，1920年通过了印度文官考试，这对当时的印度青年来说，是一条通向上流社会的仕途。

### 印度獨立運動
1921年參與甘地的非暴力不合作運動。但是他是爭取印度獨立的激進派。在1937年到1939年曾擔任印度国民大会党主席，由於鮑斯是一位左翼人士，不承認甘地在1939年就任國大黨主席而與之決裂，并在国大党内部建立一个政治派系——前进同盟。

### 建立自由印度臨時政府
鲍斯也因為他跟英美等西方國家不和，太平洋战争爆發後，鲍斯在1941年由印度經阿富汗、苏联而前往德国，並且在德國組成兩千人的印度国民军，1943年他受日本的邀請，搭乘德國的U型潜艇由基尔出發，借道非洲马达加斯加，在印度洋潛艦不靠岸就直接在印度洋用橡膠救生艇轉泊到日本伊號第二十九潛艦前往日本，他前往日本後在东京方面的支持下。赴新加坡召集在馬來亞戰役中投降的數千名印度兵，並擔任印度獨立聯盟的領袖，菲律賓宣布獨立後的一週，1943年10月21日成立自由印度臨時政府，同年十一月初參與由日本主導的大東亞會議。鲍斯並於建立臨時政府之際就任印度國民軍的最高司令官，試圖聯合日本反抗英國的統治。

### 空難身亡
1945年8月15日，日本投降。鲍斯在同年8月18日飛抵台北飛行場，並攜帶兩件手提行李，內有“來自東南亞的300萬印度人所捐獻的珠寶及金飾”；同日下午2時轉搭九七式重轟炸機前往關東州大連，卻在台北飛行場飛機起飛之際，螺旋槳脫離而失控墜毀。擔任駕駛的泷澤少校，以及同乘的一名軍官均死亡；時鮑斯身受重傷與燒傷嚴重的四手井綱正中將等日本軍官轉送陸軍病院南門病室搶救（今台北市立聯合醫院和平院區及其附近地區），鮑斯當夜11點傷重不治，享年48歲。四手井綱正中將同樣傷重身亡。

## 後事
遺體在台北市營火葬場火化，並在台北的西本願寺舉行法會，遺骨之後運至日本，安葬於東京杉並區的蓮光寺。他死後很長一段期間，印度當地仍然有不少的傳說指稱他還健在。另外，雖然他與軸心國合作，但仍是印度獨立的重要推手之一，目前印度國會議事堂前的三幅肖像中，他與甘地、尼赫魯並列，由此可見他在印度的評價。

## 地位
自尼赫魯以來，印度歷任總理都與日本保持著友好關係，在2014年競選總理的纳伦德拉·莫迪在選舉期間，更曾明確表示將以國家名義向印度獨立運動領袖鮑斯授予非軍方人士最高勳章。

## 對大眾文化的影響
- 《內塔吉·苏巴斯·钱德拉·鲍斯：被遗忘的英雄（英语：Netaji Subhas Chandra Bose: The Forgotten Hero）》（2004年），Sachin Khedekar飾演。
- 《博斯：生死之间（英语：Bose: Dead/Alive）》（2017年），拉吉庫馬·拉奧飾演。
- 《Gumnaami（英语：Gumnaami）》（2019年），Prosenjit Chatterjee飾演。